# عین الجرن
عین الجرن (به عربی: عین الجرن) یک روستا در سوریه است که در ناحیه سلحب واقع شده‌است. عین الجرن ۷۲۸ نفر جمعیت دارد.